# كريس بوكر (لاعب كرة قاعدة)
كريس بوكر (بالإنجليزية: Chris Booker)‏ هو لاعب كرة قاعدة أمريكي، ولد في 9 ديسمبر 1976 في مونروفيل في الولايات المتحدة.

## وصلات خارجية
- كريس بوكر على موقع دوري كرة القاعدة الرئيسي (الإنجليزية)
- كريس بوكر على موقعبيزبول رفرنس.كوم (الدوري الرئيسي) (الإنجليزية)
- كريس بوكر على موقعبيزبول رفرنس.كوم (الدوري الثانوي) (الإنجليزية)
- كريس بوكر على موقع مشجعي الرسوم البيانية (الإنجليزية)